# Modo (гурт)
«Modo» — вокально-інструментальний ансамбль Латвійської державної філармонії.
Заснований в 1972 (назва «Modo» використовується з 1975). Проіснував до 1982. З моменту заснування до 1978 керівником колективу був Раймонд Паулс, якого змінив Зігмар Ліепіньш.

### Перший склад
- Нора Бумбіере і Віктор Лапченок (вокал)
- Раймонд Паулс і Зігмар Ліепіньш (клавішні інструменти)
- Ґ. Шімкус (гітара)
- І. Ґаленіекс (бас-гітара)
- В. Смірнов (ударні).

Надалі, в складі групи брали участь: вокалісти — Мірдза Зівере, Айя Кукула, П. Ґебхард, М. Мадре, С. Озол, В. Юхнович, Жоржс Сіксна, В. Сисоєв, І. Ванзовіч. Інструменталісти — Б. Банних, В. Білин, В. Болдирєв, В. Мітрохін, К. Рутенталь.
Основа репертуару — пісні та інструментальні композиції, написані Раймондом Паулсом і З. Ліепіньшем. Виконувалися і музичні твори інших учасників ансамблю (від арт-року до сентиментальних народних романсів).
У 1982 на творчій основі ансамблю «Modo» був сформований латвійський гурт «Опус».
Керівник колективу Раймонд Паулс в своїй подальшій творчості використовував музику і пісні, які виконував «Modo» латвійською мовою, і які були невідомі широкій аудиторії; так з'явилися, наприклад, шлягери «Маестро» Алли Пугачової, «Кабаре» Валерія Леонтьєва.
Касети із записами «Modo» деякий час продавалися як додаток до музичної продукції ризького заводу радіотехніки «RRR».